# 티어즈 투 티아라
Tears to Tiara(일본어: ティアーズ・トゥ・ティアラ, 한국어: 티어즈 투 티아라)는 2005년 4월 28일에 발매된 Leaf제작의 어덜트 게임이다. 동 브랜드의 어드벤처 게임+시뮬레이션RPG의 2번째 작품. PS3판으로도 이식되었으며 2009년 4월부터 TV 애니메이션도 방영이 시작하였다.
참고로, 대한민국에서는 비(非) 공식적으로 2007년에 한국어로 번역되었다.

## 개요
『칭송받는 자』와 같은 어드벤처 게임 부분과 시뮬레이션RPG 부분을 교대로 바꾸어가면서 진행하는 형식의 게임. 단, 이 작품의 경우 분위기가 바뀌어서 서양풍의 판타지의 느낌을 보여주고 있다. 시뮬레이션 부분은 하프 리얼타임 방식의 전투로서『칭송받는 자』보다는『아루루와 놀자!!』에 수록된「구엔디나의 마녀」의 시스템을 받아들였다고 말할 수 있다.
한편, 본 작품의 플레이스테이션 3로의 풀리메이크 이식작품으로서『티어즈 투 티아라 -화관의 대지-』가 2008년 7월 17일에 발매되었다. 이쪽의 정보는 링크를 참조.

## 게임 시스템

### 아발론
게임 중 어느 정도 스토리를 진행하면 주인공 일행이 거점으로 삼게 되는 장소. 아발론이 등장한 이후에는 기본적으로 이곳에서 군의나 산보 등을 통해 이벤트를 발생시켜야만 스토리가 진행된다. 그 밖에도 아이템 및 무기 구입, 용병 고용 및 훈련, 주인공 일행의 회복도 담당하는 거점 장소.

### 세이브/로드에 관하여
세이브는 스토리 진행 중 세이브 여부를 묻는 화면이 등장할 경우나 아발론에서 가능하다. 로드의 경우엔 아발론 및 전체맵에서만 가능.

## 게임 정보

### 스탭
리프 오사카 개발실에 의한 작품
- 캐릭터 디자인·원화 : 후루데라 나루
- 원안·시나리오 : 마루이 타케시
- 시나리오 : 마쿠라 나가레
- 프로그램 : 먀쿠사 마사카즈
- 음악 : 시모카와 나오야, 이시카와 신야, 마츠오카 쥰야, 키누가사 미치오, 나카가미 카즈히데

### 주제가
오프닝 테마「Tears to Tiara」
노래:나카야마 아리사
삽입곡「Tears to Tiara - 개가」
노래:D-TERADA
엔딩 테마「Until」
노래:나카야마 아리사

## TV 애니메이션
2009년 4월 5일부터 방영 시작. 캐릭터 디자인 원안과 성우등은 PS3판을 따른다. 총 26화.

### 스탭
- 감독 : 고바야시 토모키
- 시리즈 구성 : 마치다 토우코
- 캐릭터 디자인·총작화감독 : 나카타 마사히코
- 플롭 디자인 : 이케가미 타로
- 미술감독 : 타모츠키 이즈미
- 음악 : 핫토리 타카유키
- 음악제작 : 란티스
- 음향감독 : 아케타가와 스스무
- 프로듀서 : 이와사 가쿠
- 애니메이션 제작 : WHITE FOX

### 주제가
오프닝 테마『Free and Dream』
노래:Suara
엔딩 테마『Blue sky,True sky』
노래:유우키 아이라

### 각화 제목
| 화수 | 제목          | 제목(원제)     | 각본              | 콘티              | 연출              | 작화감독                                        |
| ---- | ------------- | -------------- | ----------------- | ----------------- | ----------------- | ----------------------------------------------- |
| 1    | 마왕 부활     | 魔王降臨       | 마치다 토우코     | 고바야시 토모키   | 고바야시 토모키   | 나카타 마사히코                                 |
| 2    | 서약의 백성   | 誓約の民       | 타무라 료         | 이케가미 타로     | 이케가미 타로     | 이케가미 타로                                   |
| 3    | 여행을 떠나다 | 旅立ち         | 미야시타 요시히로 | 타나카 모토키     | 키미야 시게루     | 타나카 모토키                                   |
| 4    | 아발론        | アヴァロン     | 마지마 코이치     | 타나카 유이치     | 나카무라 카즈히사 | 나카무라 카즈히사                               |
| 5    | 론디니움      | ロンディニウム | 마치다 토우코     | 소노다 마사히로   | 키미야 시게루     | 시오카와 타카후미                               |
| 6    | 비정의 계곡   | 非情の谷       | 마치다 토우코     | 오오하타 키요타카 | 스즈키 토시마사   | 나카타 마사히코                                 |
| 7    | 콜로세움      | コロッセオ     | 타무라 료우       | 키미야 시게루     | 키미야 시게루     | 이케가미 타로우                                 |
| 8    | 루브룸        | ルブルム       | 마치다 토우코     | 사토 신지         | 나카무라 카즈히사 | 나카무라 카즈히사                               |
| 9    | 습격          | 襲撃           | 마지마 코우이치   | 스즈키 토시마사   | 스즈키 토시마사   | 토쿠다 유메노스케                               |
| 10   | 고귀한 검사   | 気高き剣士     | 나가즈 하루코     | 키미야 시게루     | 코바야시 코우지   | 이케가미 타로                                   |
| 11   | 진혼가        | 鎮魂歌         | 나가즈 하루코     | 사토 신지         | 와타나베 마사히코 | 다나카 모토키                                   |
| 12   | 제국의 위협   | 帝国の脅威     | 마지마 코이치     | 키미야 시게루     | 코바야시 토모키   | 후카사와 켄지                                   |
| 13   | 브리간테스    | ブリガンテス   | 마지마 코이치     | 스즈키 토시마사   | 마츠모토 요시히사 | 마타가 다이스케                                 |
| 14   | 하얀 정령     | 白の精霊       | 타무라 료         | 호소다 나오토     | 호소다 나오토     | 나카무라 카즈히사                               |
| 15   | 칸디드        | カンディド     | 마치다 토우코     | 키미야 시게루     | 키미야 시게루     | 나카타 마사히코                                 |
| 16   | 싸우는 이유   | 戦う理由       | 나가즈 하루코     | 사토우 신지       | 다나카 모토키     | 다나카 모토키                                   |
| 17   | 벗을 위해서   | 友のために     | 마지마 코이치     | 스즈키 토시마사   | 마츠모토 요시히사 | 이케가미 타로                                   |
| 18   | 귀환          | 帰還           | 타무라 료         | 사토 신지         | 나카무라 카즈히사 | 나카무라 카즈히사 니노미야 소우시               |
| 19   | 밤의 아이     | 夜の子供       | 마치다 토우코     | 이타니 키요타카   | 치쿠호 타로       | 하세가와 유키오                                 |
| 20   | 루키펠        | ルキフェル     | 나가즈 하루코     | 코바야시 토모키   | 나카무라 카즈히사 | 나카무라 카즈히사                               |
| 21   | 초원의 노래   | 初源の歌       | 마지마 코이치     | 코바야시 토모키   | 마츠모토 요시히사 | 마타가 다이스케                                 |
| 22   | 던윈          | ダーンウィン   | 타무라 료         | 키미야 시게루     | 코바야시 타카시   | 이케가미 타로                                   |
| 23   | 파라디움      | パラディウム   | 나가즈 하루코     | 마스이 소이치     | 코바야시 코우지   | 요시다 이쿠오                                   |
| 24   | 그라비타스    | グラヴィタス   | 마지마 코이치     | 사토 신지         | 사토 신지         | 다나카 모토키                                   |
| 25   | 메르카디스    | メルカディス   | 타무라 료         | 이타니 키요타카   | 마츠모토 요시히사 | 나카무라 카즈히사 이케가미 타로 나카자와 유이치 |
| 26   | 힘의 언어     | 力の言葉       | 마치다 토우코     | 코바야시 토모키   | 코바야시 토모키   | 나카타 마사히코                                 |

## 같이 보기
- 마비노기온